# Église d'Arnau
L'église d'Arnau, dédiée à sainte Catherine (l'une des patronnes de l'ordre Teutonique), est une église gothique de briques construite en 1364. C'est l'un des édifices les plus anciens de l'actuel oblast de Kaliningrad en fédération de Russie, autrefois Königsberg en province de Prusse-Orientale. Elle est accessible par la route fédérale A-229 (Kaliningrad-Tcherniakhovsk-Tchernychevskoïe). Elle a été attribuée en octobre 2010 au diocèse orthodoxe de Kaliningrad.

## Historique

### Construction et période médiévale
L'église (St. Katharinen-Kirche en allemand) a été construite en 1340-1350 (la partie nord en 1360-1370) par l'ordre Teutonique à Arnau (aujourd'hui territoire partagé entre Rodniki et Mariino) petit village à huit kilomètres à l'est de Königsberg (aujourd'hui Kaliningrad), non loin de la rive droite de la Pregel. L'église est située à trente mètres sur une hauteur au-dessus de la vallée. Le village et sa paroisse appartenait depuis 1349 à l'abbaye cistercienne, puis bénédictine féminine de Löbenicht. Son architecture la rattache à celle de Marienbourg. Elle passe au culte luthérien en 1525. C'était au début du XXe siècle un lieu de villégiature et de promenade du dimanche des Königsbourgeois qui y venaient par la route ou par la Pregel, en barques ou en bateaux à voile. Un débarcadère existait sur la Pregel et les promeneurs avaient le choix entre plusieurs auberges, cafés, petits hôtels et terrasses. C'est dans son cimetière (vandalisé et détruit dans les années 1950) qu'a été enterré Theodor von Schön (1773-1856), haut président de la province de Prusse-Orientale, qui fit construire les environs et dessiner le parc à l'anglaise de son manoir d'Arnau à côté. Une nouvelle pierre tombale a été érigée sur sa sépulture récemment.
Cette église est unique en ce qu'elle renferme des fresques médiévales du XIVe siècle. Elles étaient à l'origine au nombre de cent-trente-quatre et cent-dix-neuf d'entre elles ont été découvertes en 1868 sous leur revêtement de chaux par le docteur Hippler, mais elles n'ont pu être toalement restaurées qu'en 1908-1911. Une documentation photographique d'avant 1945 existe heureusement de nos jours. Certaines d'entre elles représentent des épisodes de la vie de sainte Catherine, mais les plus célèbres illustrent le Speculum humanæ salvationis, traité théologique fameux de l'époque. Elles sont l'œuvre d'un maître königsbourgeois. Le clocher à l'ouest et la sacristie sont construits en dernier dans les années 1370.

### Destruction puis restauration
L'hiver et le printemps 1945 faillirent détruire complètement d'église pendant la bataille de Königsberg. Il n'y eut que le haut du clocher qui eut à souffrir des combats, ainsi que la partie sud-ouest du chœur qui fut détruite, mais tout le mobilier et la décoration intérieure de l'église datant du baroque au XVIIIe siècle disparurent à jamais par vol et vandalisme. L'église sert ensuite de grange à grains pour le kolkhoze de Rodniki. Le village, qui comptait environ trois cents âmes avant 1945, n'abrite plus aujourd'hui qu'une douzaine d'habitants.
Les travaux de restauration débutent après 1994, mais sont vite interrompus par manque de moyens financiers. Le clocher, couronné en 2001 par une girouette représentant sainte Catherine sous une croix, est cependant prêt en 2003 avec une nouvelle cloche fondue en Allemagne à Bad Friedrichshall. Les travaux ne commencent véritablement qu'en 2005 toujours avec l'aide d'une association allemande, l'association culturelle Kuratorium Arnau, fondée en 1992, puis enregistrée en Russie en 1994. Les travaux sont dirigés par l'architecte Ralph Schröder. L'édifice passe en 2008 sous l'autorité du musée d'art et d'histoire de Kaliningrad et une première exposition est inaugurée en juillet 2008, présentant des objets de collection de l'histoire de la ville.
Cependant l'Église orthodoxe de Kaliningrad obtient en mai 2010 la disposition du lieu pour le culte grâce à un accord avec le musée de Kaliningrad et fonde une nouvelle paroisse dédiée à sainte Catherine et les travaux de restauration des fresques et de l'intérieur sont stoppés malgré les protestations. L'intérieur est disposé selon les nécessités du culte orthodoxe avec une iconostase, puis les députés de l'oblast de Kaliningrad votent la confirmation, le 28 octobre 2010, de l'attribution de l'édifice au diocèse orthodoxe de Kaliningrad, conjointement avec le musée. Une vingtaine de fidèles assistent au culte liturgique régulièrement et une quinzaine de baptêmes ont lieu en deux ans.
Le 6 décembre 2010, le président de l'association culturelle allemande Kuratorium Arnau, Walter Rix, qui avait fourni 320 000 euros pour la restauration de l'église, proteste contre l'attribution sans préavis au culte orthodoxe, alors que la restauration des fresques médiévales est interrompue et que des dommages faute d'entretien sont à prévoir.

## Données techniques
- Longueur: 44,6 m
- Largeur: 12 m
- Hauteur: 13 m